# Strandängar vid Garanshultasjön
Strandängar vid Garanshultasjön este o arie protejată (arie specială de conservare — SAC, sit de importanță comunitară — SCI, arie de protecție specială avifaunistică — SPA) din Suedia întinsă pe o suprafață de 30 ha, integral pe uscat.

## Localizare
Centrul sitului Strandängar vid Garanshultasjön este situat la coordonatele 56°39′09″N 14°20′16″E / 56.6525°N 14.3378°E.

## Înființare
Situl Strandängar vid Garanshultasjön a fost declarat sit de importanță comunitară în iulie 2000 pentru a proteja 8 specii de animale. Alte tipuri de protecție:
- arie de protecție specială avifaunistică (în ianuarie 2002)[2]
- arie specială de conservare (în martie 2011)[1][3][4]

## Biodiversitate
Situată în ecoregiunea boreală, aria protejată conține 5 habitate naturale: Pajiști fino-scandinave uscate până la mezice, bogate în specii de altitudine mică, Taiga vestică, Păduri aluvionare cu Alnus glutinosa și Fraxinus excelsior (Alno-Padion, Alnion incanae, Salicion albae), Pajiști cu Molinia pe soluri calcaroase, turboase sau argilos-nămoloase (Molinion caeruleae), Pajiști uscate europene.
La baza desemnării sitului se află mai multe specii protejate de  păsări (8): erete de stuf (Circus aeruginosus), erete vânăt (Circus cyaneus), ciocănitoare neagră (Dryocopus martius), cocor (Grus grus), sfrâncioc roșiatic (Lanius collurio), bătăuș (Philomachus pugnax), cresteț pestriț (Porzana porzana), fluierar de mlaștină (Tringa glareola).